# 二崁二興宮
二崁二興宮，臺灣澎湖縣廟宇，位於西嶼鄉二崁村，主祀邱府王爺，西嶼澳角頭廟。法師流派為「閭山派」。:60–62

## 沿革
「二崁」在清領時期記作「二崁社」，位於澎湖西嶼島東側，面朝澎湖內海，因聚落東西兩側各有一高地環繞而得名（「崁」在台灣閩南語中為「高地」、「高丘」之意。）。
二崁自南明永曆年間便有移民紀錄，開基始祖陳延益來自泉州府同安縣金門島下坑（今金門縣金湖鎮夏興里），最先於大池角（今西嶼鄉大池村）落腳，以半農半漁為生，但因耕地不足之故，陸續遷徙，直到第三代才定居二崁，日益枝繁葉茂，嗣後成為全澎湖少見的單姓聚落。日治時期復因人口成長，二崁腹地不足，青年人口大量外移至高雄、台南等地，且大半以漢藥買賣為業。戰後時期，國民政府在國共內戰失利後遷台，大量外省軍民遷入台灣，不少外省人因此落籍二崁，並娶當地女子為妻，而原本以「陳姓」為主的單姓聚落在這一時期出現轉變。
二崁二興宮主祀邱府王爺，據稱乃是從小池角關帝廟迎奉而來，確切開基年份不詳，最早可考文字記錄為載錄於大正12年（1923年）的〈重修二興宮碑記〉，碑文曾述本廟興建百年餘，期間重修兩次，大正12年的重修為第三次修築，由陳嶺總其事。
民國六十年代（約1970年代），另有第四次重建工程，現已被拆除，起建第五代新廟，於民國105年（2016年）12月29日舉辦新廟入火儀式。後因二崁人口外移嚴重，長住居民不足60名（西嶼鄉最少），資金募集經費不順，工程不時停頓和延宕；直到民國109年（2020年），經費逐漸到位；而至民國110年（2021）年，二崁二興宮內外工程總算告一段落，但因受嚴重特殊傳染性肺炎疫情影響，尚未舉辦落成典禮。

## 圖輯

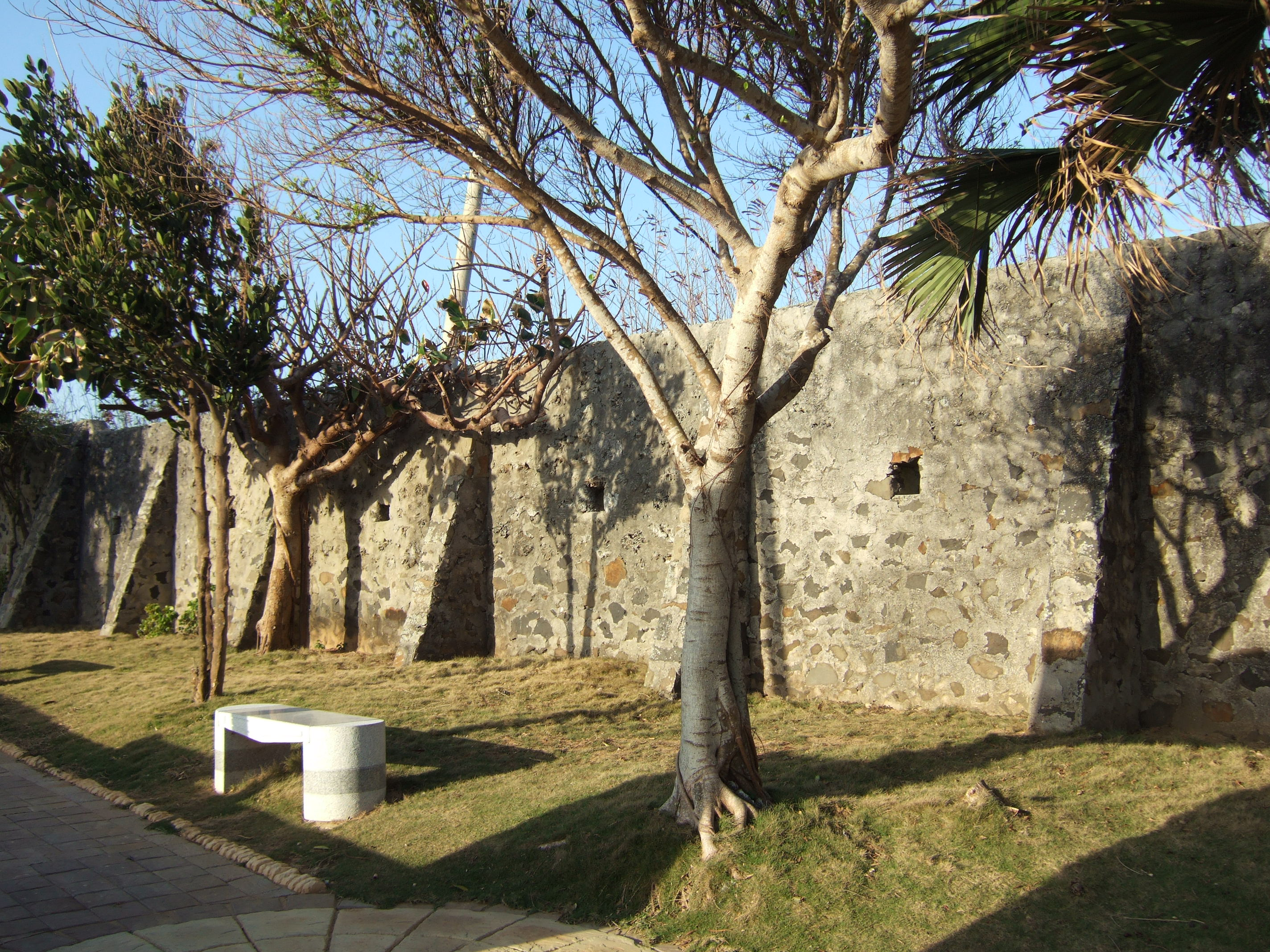
二興牆
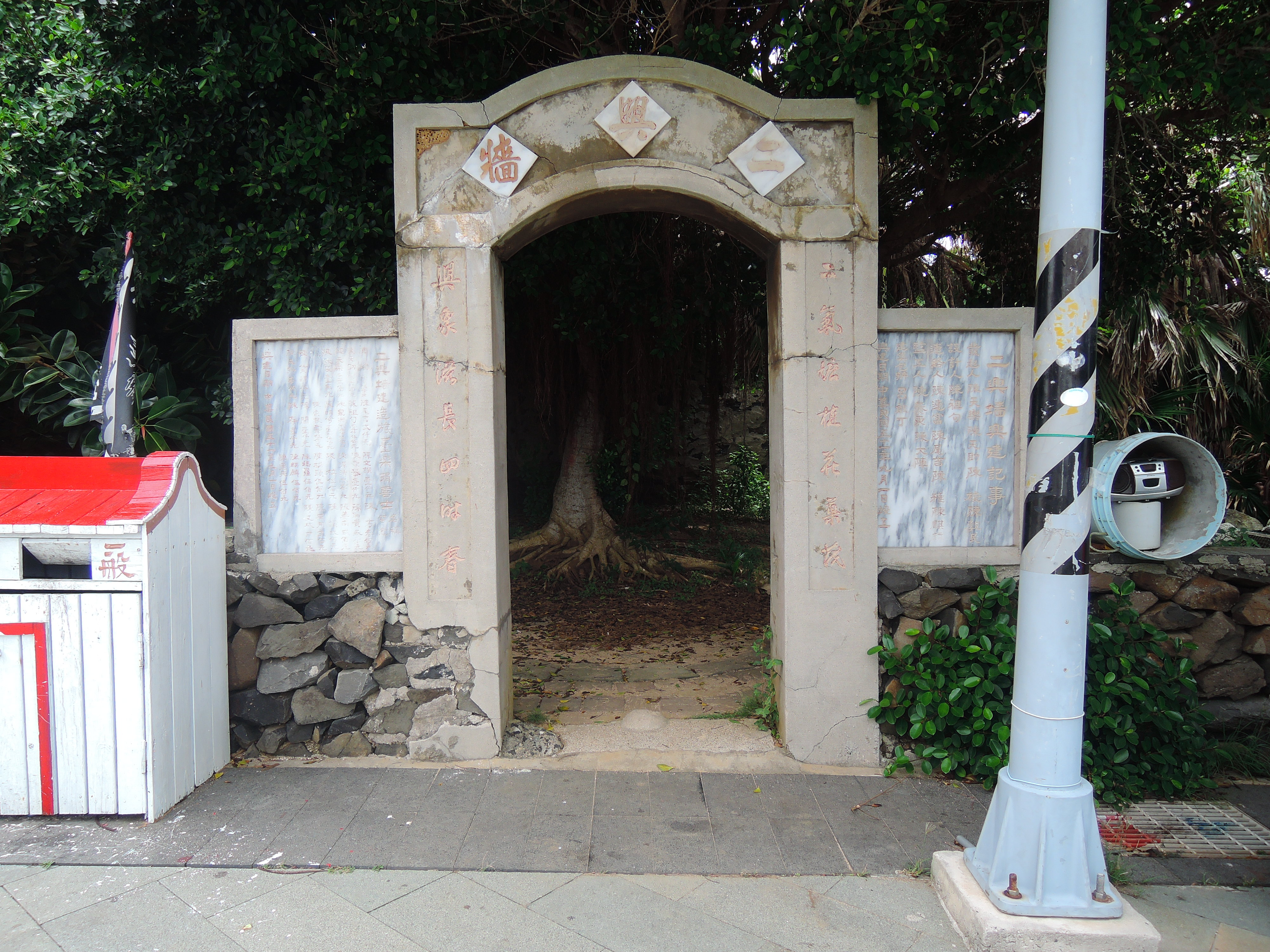
二興牆門
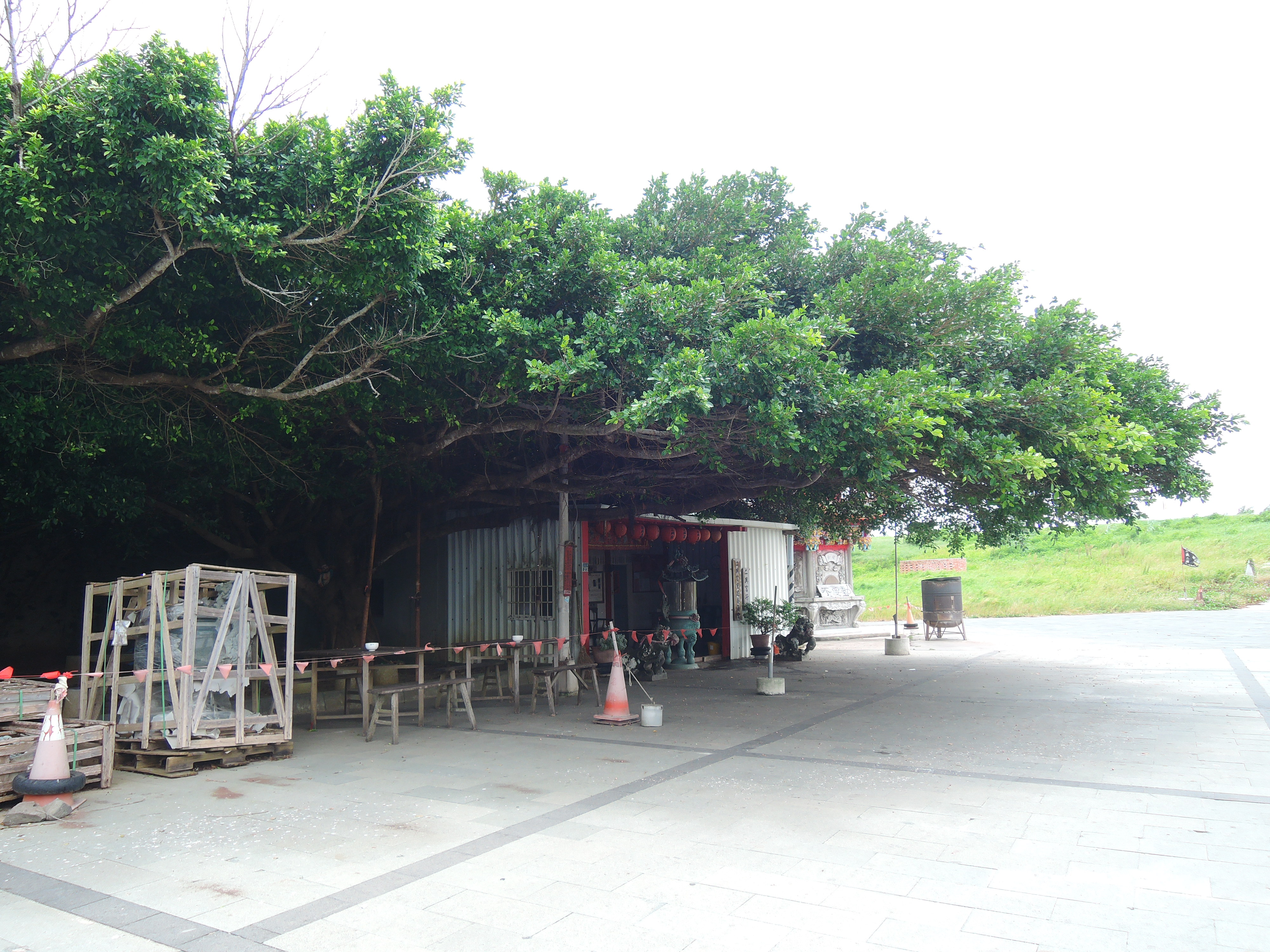
二興宮行臺
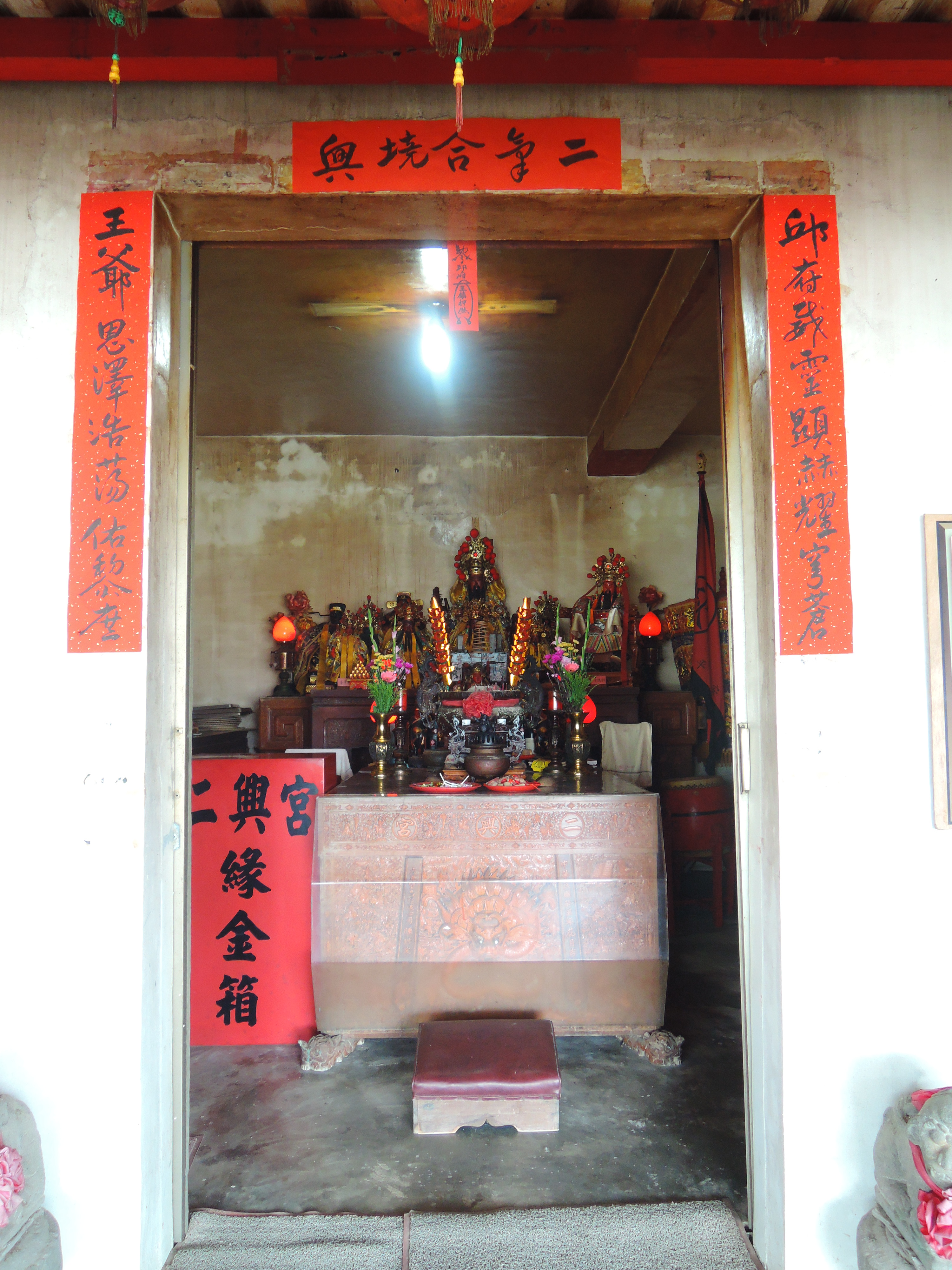
行臺入口
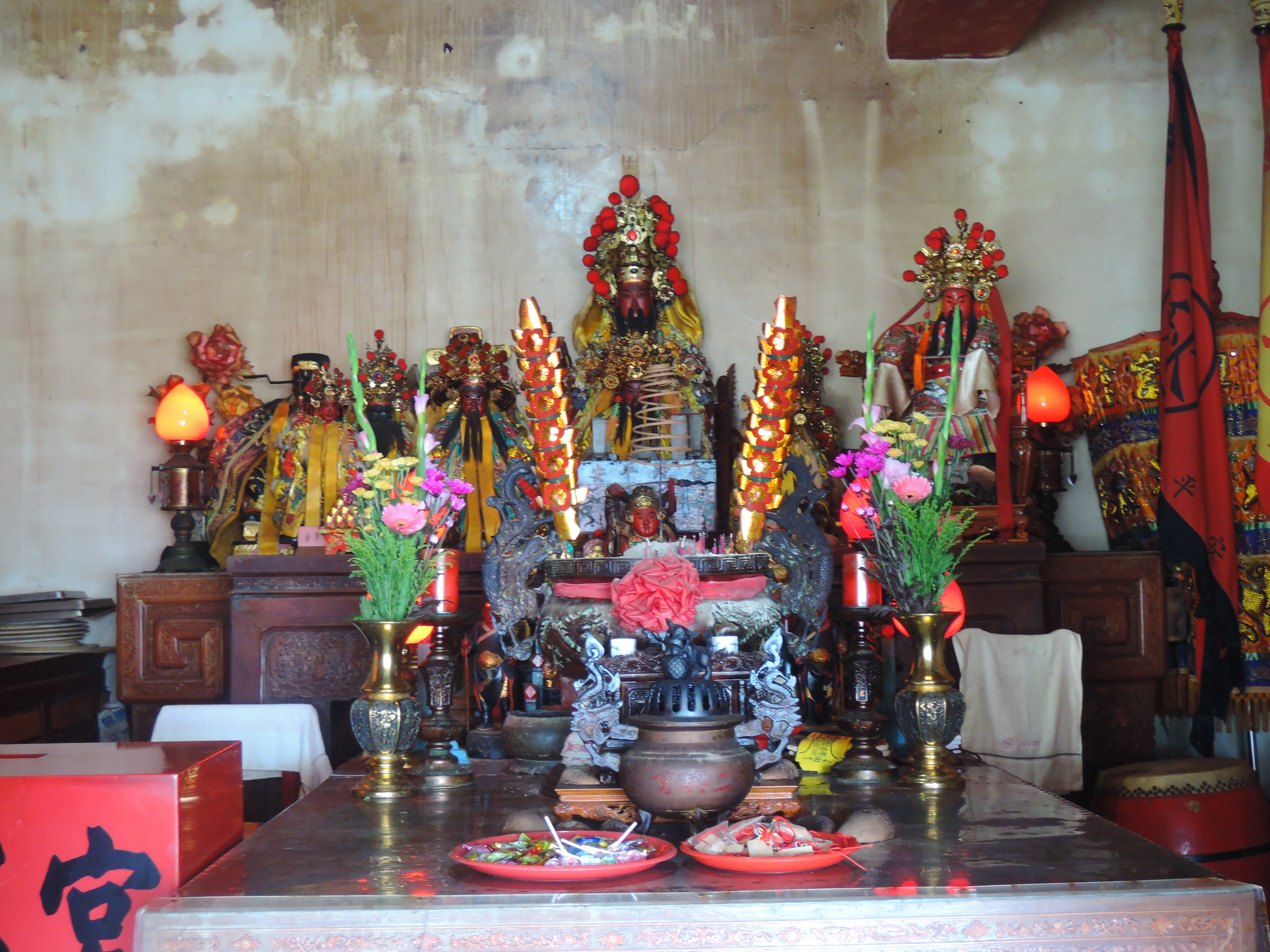
神像
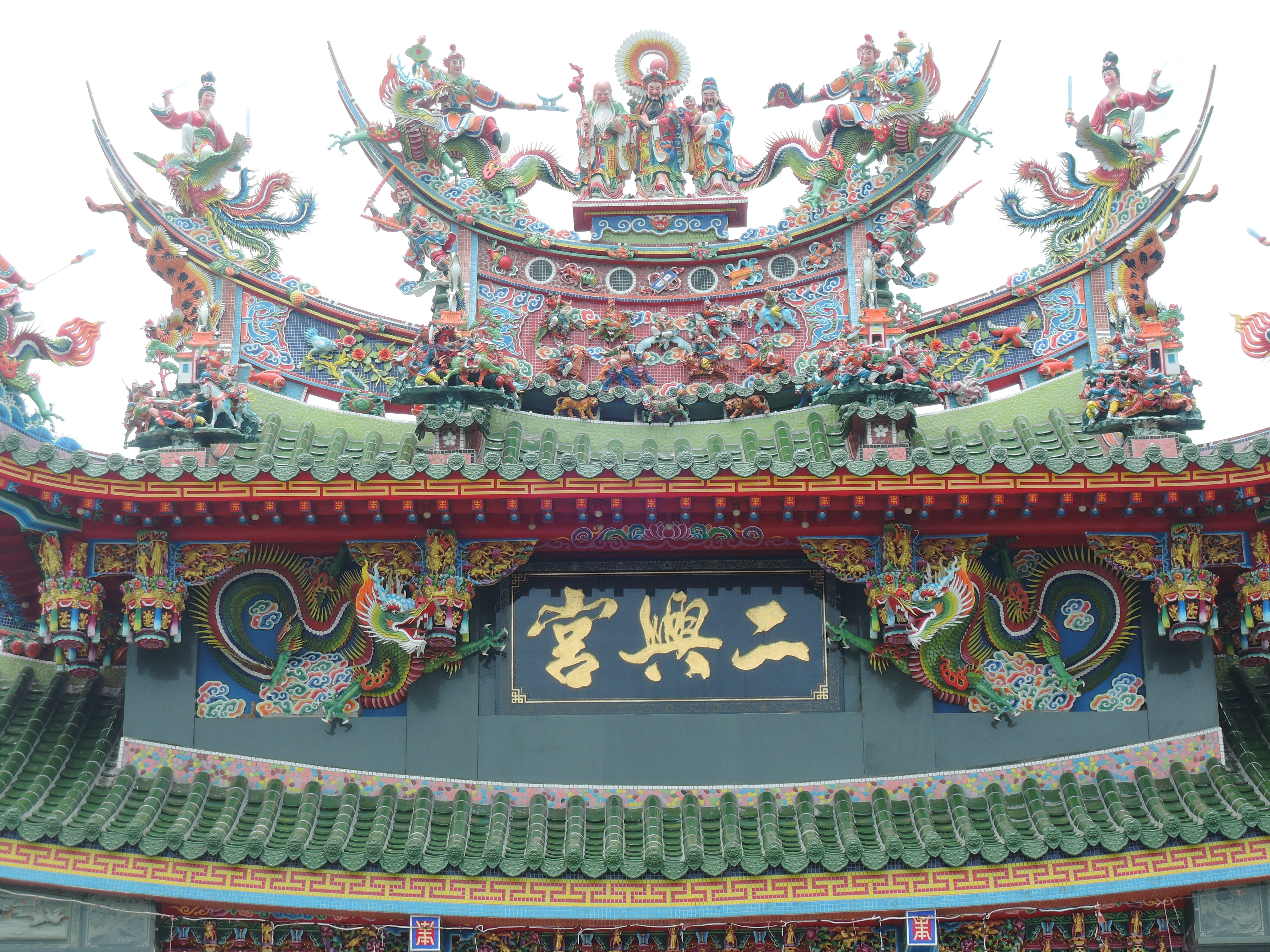
廟名
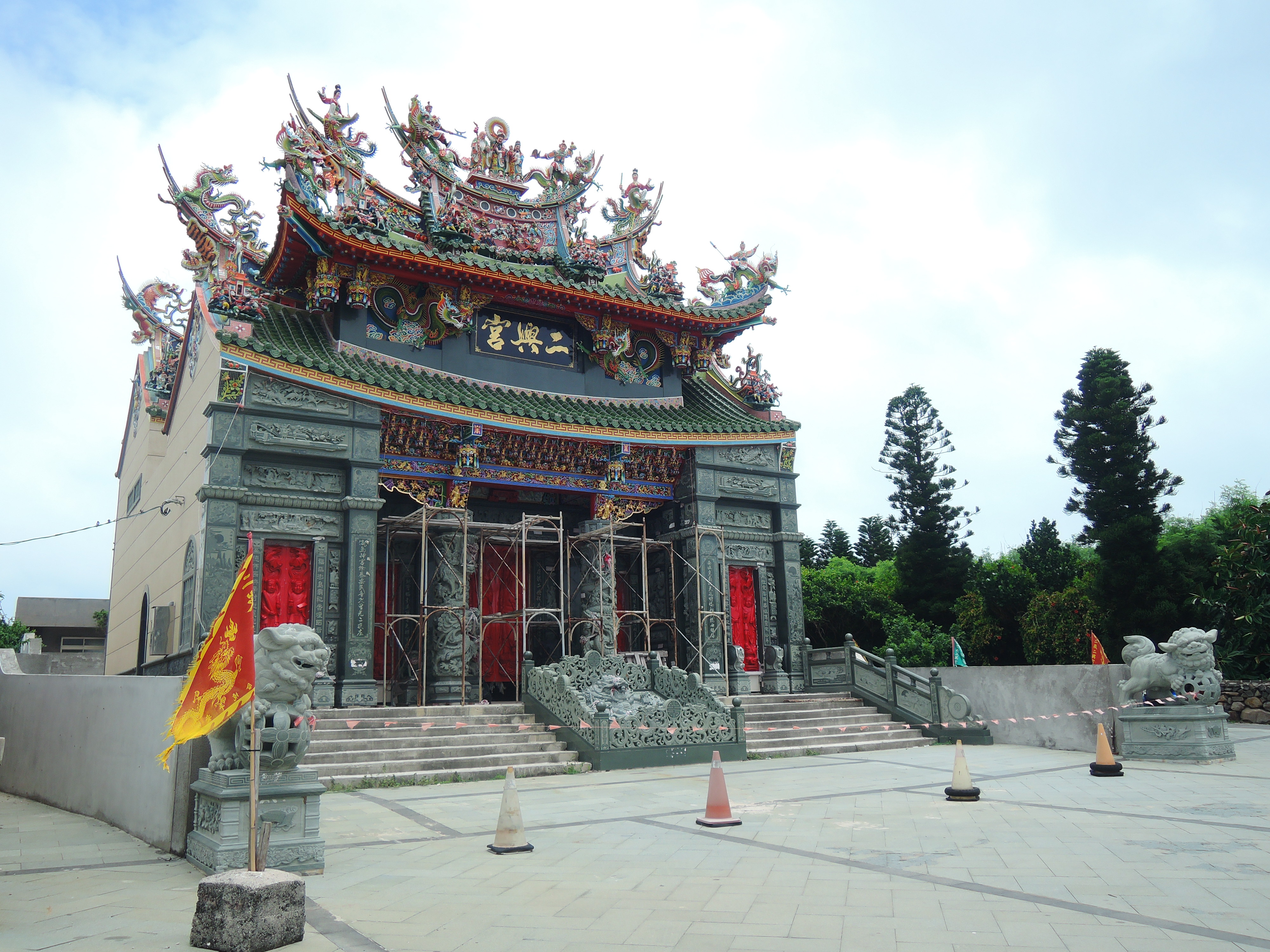
廟埕

## 外部連結
23°36′21″N 119°31′12″E / 23.605904°N 119.520135°E
- 二崁聚落二興宮邱王爺的Facebook專頁